# コーンソース

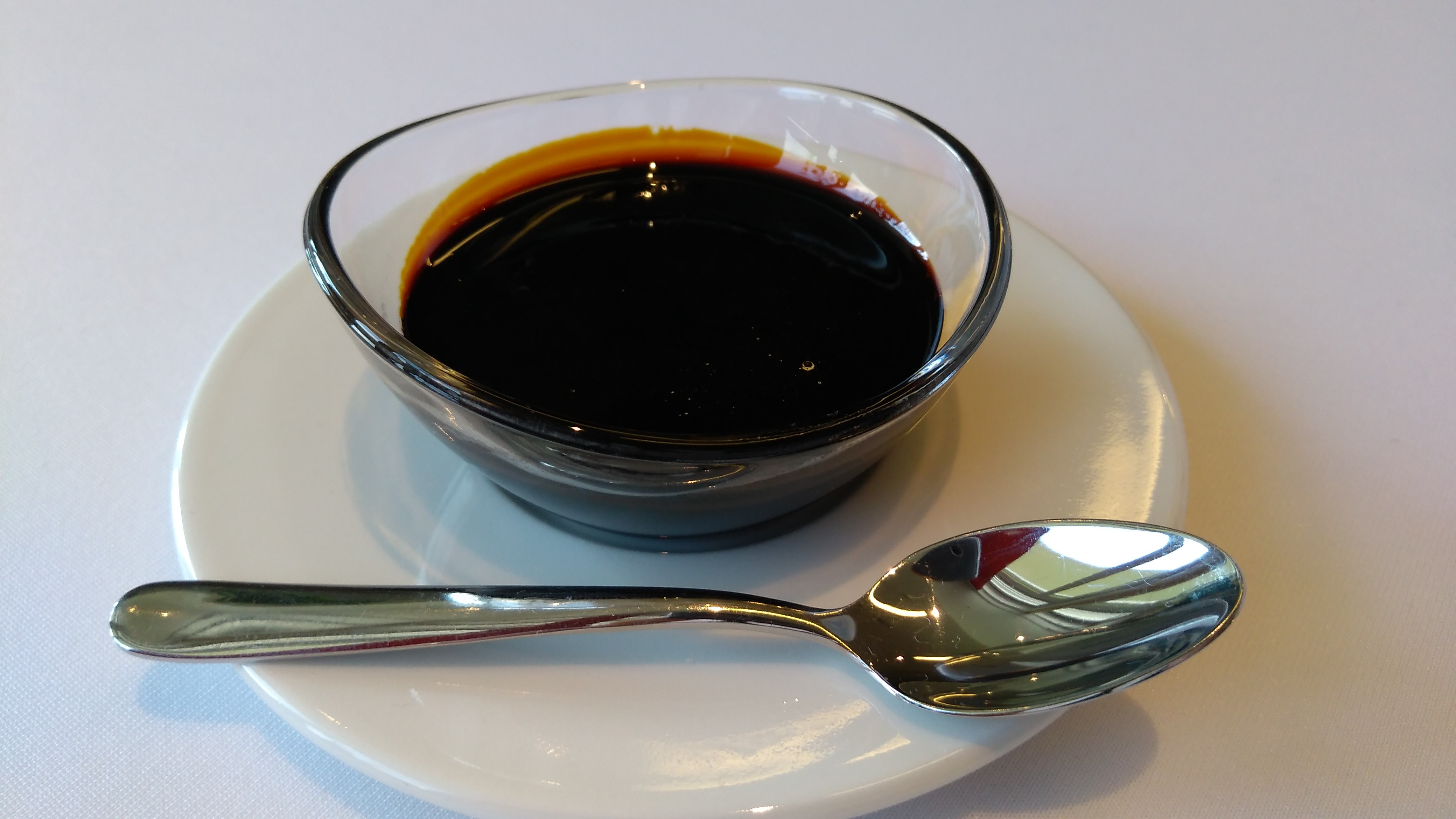
色が濃いコーンソース。ペースト状

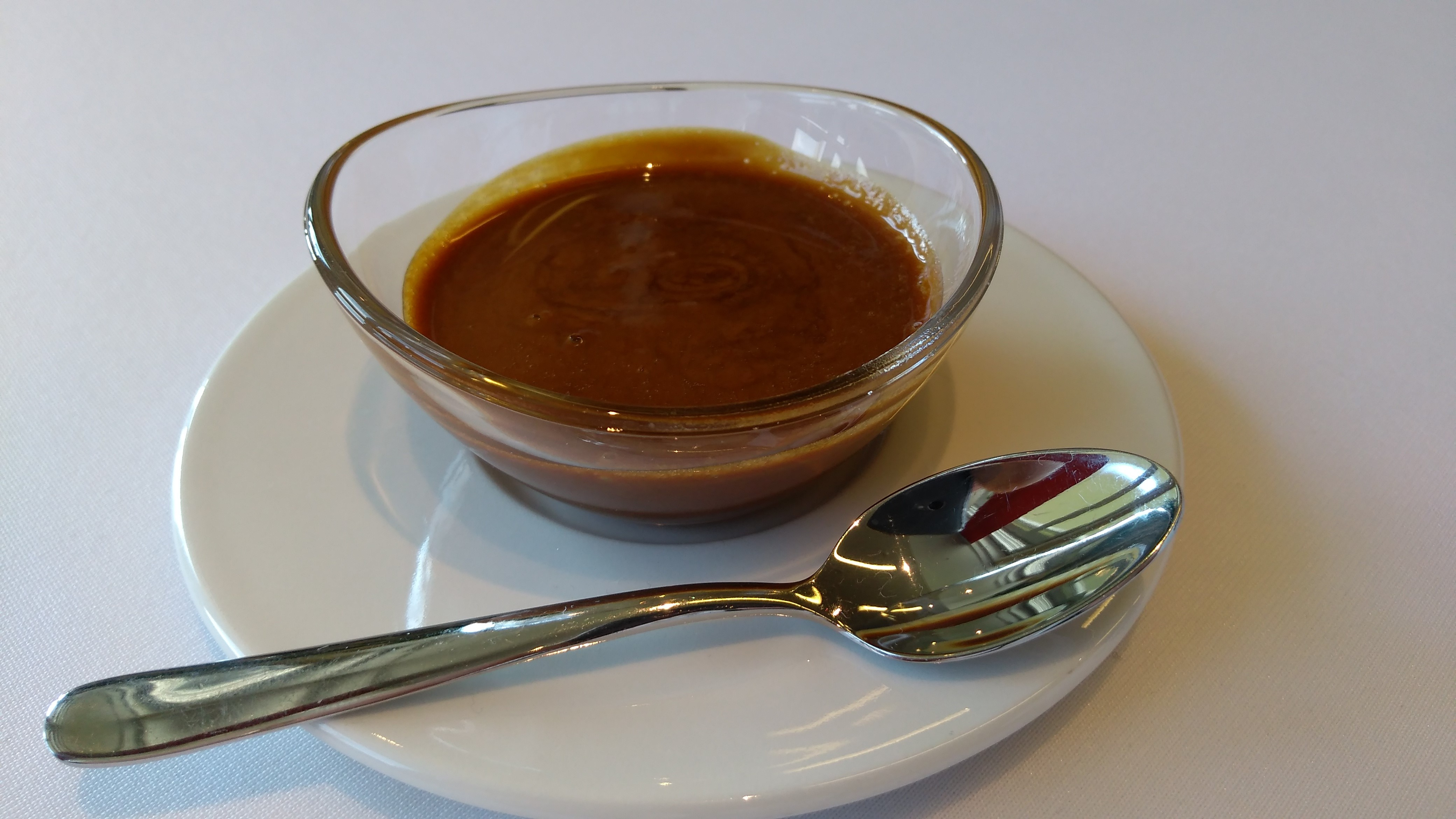
色が薄めのコーンソース。ペースト状

コーンソース（英: Corn sauce）または発酵コーンソースは、コーンスターチを主な基質として発酵させた調味料。ペースト状と粉末状があり、料理の過程ならびにできあがった品の味をあとからととのえるため用いる。トウモロコシを原料としながら、醤油につうじるうま味を活用する料理にスープ、ブロスおよびグレービーがある。

## 味と使い方
コーンソースの成分は遊離アミノ酸と結合アミノ酸、有機酸と塩、メイラード反応生成物およびミネラルの混合物であり、官能分析により特徴的な風味が認められ、うま味、中国語でいう「鮮」、キャラメリゼやローストの香り、酵母や肉の風味、塩味や甘味などが揃う。
その味の研究が進み、味の複雑さは塩と発酵代謝物、アミノ酸、酢酸、リボチド、短いペプチド、炭水化物の組成によることが分析された。加えて濃縮味覚化合物としてグルタミルジペプチドも特定されている。

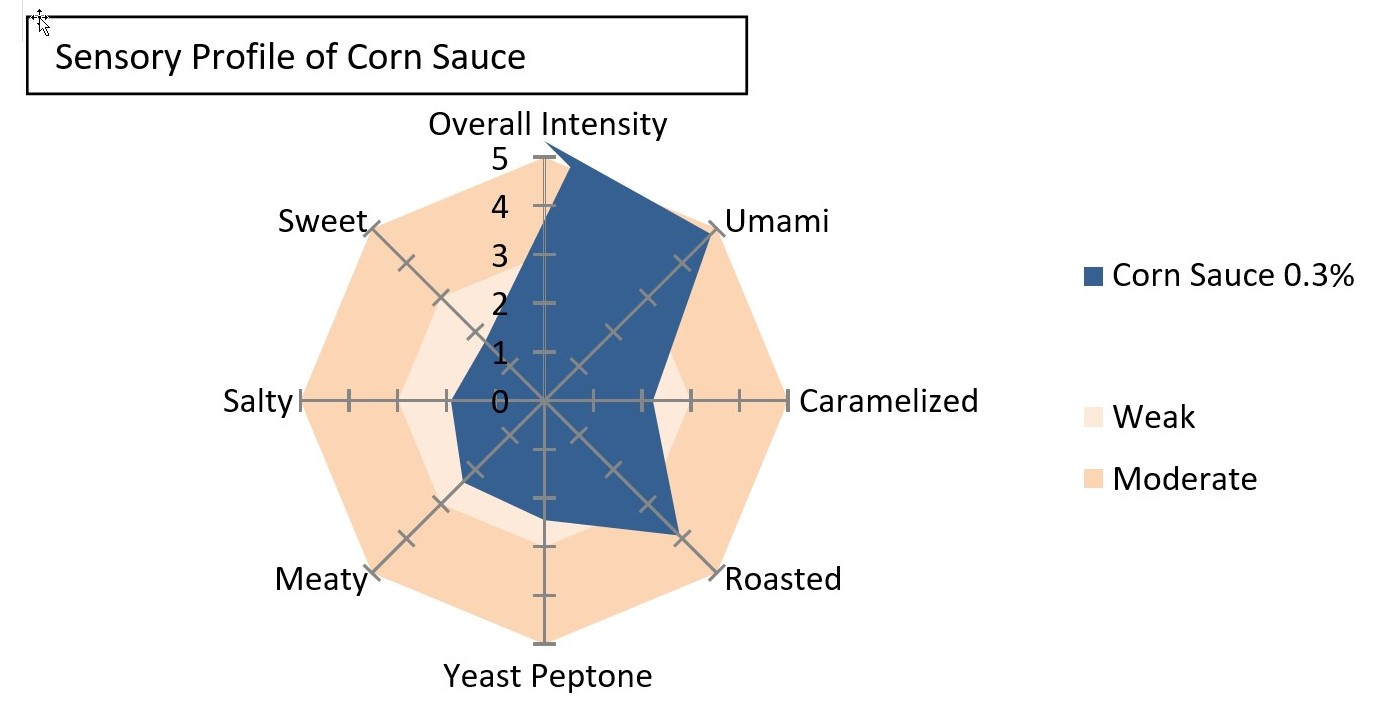
コーンソースの官能分析の結果。訓練された官能試験員による。

コーンソースはその味によって調味料の役割を得た。酵母エキス、醤油や加水分解植物性タンパク質とならび、料理の風味と味をひきしめる。

## 製造プロセス
コーンソースは醸造とも呼ばれる発酵によって得られ、醤油の生産にも匹敵する。発酵プロセスにはコリネバクテリウム菌種を用いて、発酵の要素は時間、温度、pHで制御される。発酵後、出汁にふくまれる微生物を滅菌し、制御下でメイラード反応を誘発する。また細胞の塊を濾過（ろか）により除去した後、煮詰めてペースト状にして、さらにメイラード反応を繰り返す。この過程では水分を蒸発させながら、微生物をより安定させるために塩を添加。乾燥過程を経て粉末の製品を作る。

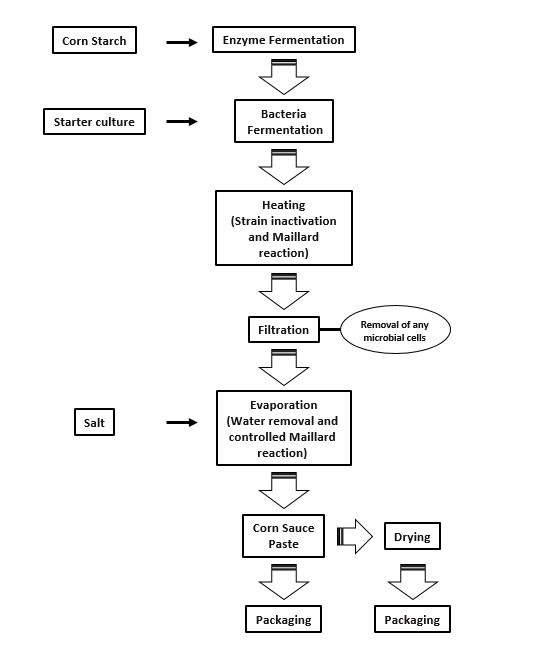
コーンソース生産のフローチャート

## 組成
コーンソースには発酵代謝物、アミノ酸、有機酸、ミネラル、塩などの化合物が混ざり合っており、その風味も色彩も、発酵と調理、乾燥の過程で起こるメイラード反応によるものである。グルタミン酸、アラニンおよびプロリンは、いまや最も豊富なアミノ酸である。他の代謝物には味覚調節特性を有するリボヌクレオチド、糖、有機酸およびγ-グルタミル-ジペプチドが含まれる。

## 食品ラベル
商品ラベルには「コーンソース」または「発酵コーンソース」と記載され、成分欄にコーンスターチ、水、塩と記してある。

## 食品安全
コリネバクテリウム種による食品の発酵は、世界の多くの地域で普及する手法である。発酵食品を支える微生物の使用が世界的に広まっていることから、食品生産における安全性、受容はグローバルに保証されている。コーンソースに毒性があるという疑いは、毒物学的研究によって否定された。